# Palmitoiletanolamida
La palmitoiletanolamida, abreviada como PEA, es una amida de ácido graso endógena que presenta acciones antiinflamatorias y analgésicas. Es un lípido bioactivo de origen natural que está presente tanto en animales como en plantas. Se ha propuesto que una de las principales dianas de la PEA es el receptor alfa activado por el proliferador de peroxisomas (PPAR-α). La PEA también tiene afinidad por los receptores asociados a proteína G tipo cannabinoide GPR55 y GPR119.

## Estudios y producción
La palmitoiletanolamida se descubrió en 1957 como componente biológicamente activo en los alimentos y en muchos organismos vivos. Las indicaciones para su uso como antiinflamatorio y analgésico datan de antes de 1980. A mediados de la década de 1990, se describió la relación entre la anandamida y la PEA. En abril de 2021, el fabricante farmacéutico Cofttek, con sede en China, introdujo la producción masiva de PEA.